# Столбец (база данных)
Столбец (атрибут, колонка) в базе данных — набор значений данных определённого типа с одним значением для каждой строки таблицы или представления базы данных. Столбец может содержать текстовые значения, числа, ссылки на файлы в операционной системе, в некоторых системах поддерживаются столбцы более сложных типов — содержащие большие объекты, JSON-документы, тексты, мультимедиа. Описание типов столбцов, входящих в таблицы, а также их обязательности и ограничений целостности — составляющая схемы данных, как правило, отражаемая в словаре данных.
В контексте реляционной алгебры для столбцов обычно используется термин «атрибут» (для строк и таблиц — «кортеж» и «отношение» соответственно). При разделении концептуального и физического проектирования модели данных на абстрактном уровне оперируют «атрибутами», которые на физическом уровне могут быть воплощены в «столбцы», группы столбцов или отдельные таблицы. В реляционных базах данных и в контексте языка SQL (поддерживаемого рядом неряляционных систем) зафиксировано использование термина «столбец» (наряду со «строкой» и «таблицей» соответственно). Иногда для столбца используется термин «поле», однако чаще о поле говорят в контексте ячейки — конкретного значения в заданном столбце заданной строки.
Благодаря однотиповости и во многих случаях повторяемости значений в одном столбце в аналитических СУБД часто используется техника столбцового хранения, когда данные на носителе хранятся не по строкам, а по столбцам в сжатом виде.
В NoSQL-системах класса «ключ — значение» и документоориентированных системах понятие столбца обычно вырождено, поскольку каждому столбцу ключей чаще всего соответствует единственный столбец значений. «Семейство столбцов» — класс NoSQL-систем, в котором и строки, и столбцы используются как ключи, а для хранения используется формат разрежённой матрицы.